# Pusey, Haute-Saône
Pusey är en kommun i departementet Haute-Saône i regionen Bourgogne-Franche-Comté i östra Frankrike. Kommunen ligger i kantonen Vesoul-Ouest som tillhör arrondissementet Vesoul. År 2022 hade Pusey 1 437 invånare.

## Befolkningsutveckling
Antalet invånare i kommunen Pusey
| Referens: INSEE |